# Trigonoptera isabellae
Trigonoptera isabellae là một loài bọ cánh cứng trong họ Cerambycidae.